# Mai Phương Thúy
Mai Phương Thúy (Hanoi, 6 augustus 1988) was Miss Vietnam van het jaar 2006.
Ze won de kroon in de Nationale Miss-verkiezingen die werden gehouden in augustus 2006 in Nha Trang, Khánh Hòa. Met 1,80 m is ze de langste Miss Vietnam tot nu toe.
Ze vertegenwoordigde Vietnam op de Miss World 2006 verkiezing in Warschau op 30 september.
Ze maakte de eerste snee in de Miss World 2006 door het winnen van de vele stemmen van kijkers over de hele wereld en kwam eindelijk uit op de 17e plaats.
Ze had in 2007 foto's laten maken door de fotograaf Tran Huy Hoan, men beschrijft deze foto's als "naakte afbeeldingen".
Veel mensen vinden dit artistiek, maar toch beschouwen ze haar als een goede "Miss Vietnam".
Mai Phương Thúy ondersteunt tal van sociale doelen, met name het Vietnamese verkeersprobleem dat bijna overal in de grote steden aanwezig is.
Ze is de ambassadeur voor de Stichting Azië.
Mai Phương Thúy heeft gestudeerd aan de Phan Dinh Phung-school (een middelbare school) en werd toegelaten tot de Foreign Trade University en RMIT International University in Vietnam.
Op dit moment studeert ze aan de RMIT International University.
Met een poll op Globalbeauties.com werd ze een van de top 50 Grand Slam Beauties.